# Catenoïde

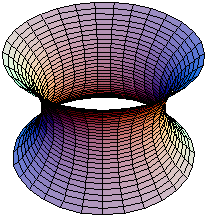
Een catenoïde

Een catenoïde is een drie-dimensionale vorm, die wordt geconstrueerd door het roteren van een kettinglijn-kromme rond de {\displaystyle x}-as. Het vlak niet meegerekend is de catenoïde het eerste minimaaloppervlak, dat werd ontdekt. De catenoïde werd in 1744 gevonden door Leonhard Euler. Deze Zwitserse wiskundige bewees ook dat de catenoïde een minimaaloppervlak is. Vroeg werk over dit onderwerp werd in 1776 gepubliceerd door Meusnier. Er zijn slechts twee omwentelingsvlakken, die ook minimaaloppervlakken zijn: het vlak en de catenoïde.

## Voetnoten
1. ↑  (la)  L. Euler, Methodus inveniendi lineas curvas maximi minimive proprietate gaudentes, 1744, in: Opera Omnia I, 24
2. ↑  (fr)  Meusnier, "Mémoire sur la courbure des surfaces." Mém des savans étrangers 10 (lu 1776), 477-510, 1785
3. ↑  (en)  Catenoïde op MathWorld